# Откаленко Ніна Григорівна
Ніна Григорівна Откаленко (до шлюбу Плєтньова, 23 травня 1928, Кожля, Центрально-Чорноземна область — 13 травня 2015, Москва) — українська радянська спортсменка, заслужений майстер спорту (1953), тренерка і педагогиня. Семиразова рекордсменка світу, багаторазова рекордсменка Європи та СРСР з бігу на 400, 800 метрів і з бігових естафет. 22-разова чемпіонка СРСР з бігу на 400, 800, 1500 м, естафети 3 × 800 м, 1 і 1/2 милі. Чемпіонка Європи 1954 року з бігу на 800 метрів. 6-кратна переможниця міжнародного кросу на приз газети Юманіте. Учасниця Другої світової війни.

## Біографія
Уродженка села Кожля (нині — в Курчатовському районі Курської області).
Легкоатлетка, заслужений майстер спорту, заслужений тренер РРФСР, педагогиня.
Перший тренер — Борис Миколайович Пирогов, чемпіон СРСР довоєнних років з бігу на 400 метрів, льотчик-випробувач (м. Київ). З 1928 до 1960 року дистанції 400, 800 і 1500 метрів були виключені з олімпійської програми. Через травми Ніна Откаленко не змогла взяти участь в Олімпійських іграх 1960 року в Римі і незабаром завершила свою спортивну кар'єру. У 1983 році був заснований щорічний Турнір на приз Ніни Откаленко, який проходить в місті Дружківка Донецької області.
Ніна Откаленко — учасниця Другої світової війни. У Збройних силах прослужила 52 роки.
Померла 13 травня 2015 року в Москві, після важкої хвороби .

## Виступи на змаганнях
| Рік  | Змагання         | Місто    | Місце | Дистанція | Результат | Дата      |
| ---- | ---------------- | -------- | ----- | --------- | --------- | --------- |
| 1953 | Студентські ігри | Бухарест | II    | 400 м     | 56,7      | Серпень   |
| 1953 | Студентські ігри | Бухарест | I     | 800 м     | 2.10,5    | Серпень   |
| 1954 | Чемпіонат Європи | Берн     | I     | 800 м     | 2.08,8    | 27 серпня |
| 1955 | Студентські ігри | Варшава  | II    | 400 м     | 55,5      | Серпень   |
| 1955 | Студентські ігри | Варшава  | I     | 800 м     | 2.09,4    | Серпень   |

### Чемпіонати СРСР
Виступаючи за команду України, Ніна Откаленко встановила свій перший рекорд світу в 1951 році на дистанції 800 метрів — 2.12,0.
| Рік   | Дистанція | Результат  | Дата                  | Місто     | Місце |
| ----- | --------- | ---------- | --------------------- | --------- | ----- |
| 1951  | 800 м     | 2.12,0 WR* | 26 серпня             | Мінськ    | I     |
| 1952  | 400 м     | 57,7       | 24 — 30 серпня        | Ленінград | III   |
| 1952  | 800 м     | 2.13,1     | 24 — 30 серпня        | Ленінград | I     |
| 1952  | 1500 м    | 4.37,0 WR* | 30 серпня             | Ленінград | I     |
| 1953  | 400 м     | 56,3       | 23 — 25 серпня        | Москва    | III   |
| 1953  | 800 м     | 2.07,3     | 23 — 25 серпня        | Москва    | I     |
| 1954  | 400 м     | 55,5       | 13 — 16 вересня       | Київ      | II    |
| 1954  | 800 м     | 2.06,0     | 13 — 16 вересня       | Київ      | I     |
| 1955  | 400 м     | 56,6       | 13 — 17 листопада     | Тбілісі   | II    |
| 1955  | 800 м     | 2.03,4     | 13 — 17 листопада     | Тбілісі   | II    |
| 1956  | 400 м     | 55,6       | 5 — 16 серпня         | Москва    | I     |
| 1956  | 800 м     | 2.06,8     | 5 — 16 серпня         | Москва    | II    |
| 1957  | 800 м     | 2.07,2     | 28 серпня — 2 вересня | Москва    | II    |
| 1958  | 400 м     | 56,3       | 19 — 21 липня         | Таллінн   | II    |
| 1958  | 800 м     | 2.06,6     | 19 — 21 липня         | Таллінн   | III   |
| 1958  | крос 1 км | 2.52,3     | 11 травня             | Москва    | I     |
| 1958  | крос 2 км | 7.03,2     | 6 листопада           | Тбілісі   | I     |
| 1 959 | крос 2 км | 6.07,2     | 1 листопада           | Москва    | II    |
| 1960  | 800 м     | 2.07,1     | 15 — 18 липня         | Москва    | II    |
| 1960  | крос 2 км | 6.41,6     | 30 жовтня             | Харків    | I     |
| 1961  | крос 2 км | 7.00,0     | 29 жовтня             | Мукачево  | II    |

### Крос Юманіте
Ніна Откаленко брала участь в кросі газети Юманіте сім разів: у 1952, 1954—1959 роках.
Була переможницею шість разів поспіль.

## Рекорди
У 1951-55 роках Ніна Откаленко встановила 5 світових рекордів (по рекорду щороку) у бігу на 800 м. Поліпшила в світове досягнення на 7,2 секунди.
Їй належали також два світові рекорди на дистанції 880 ярдів (804,672 м), встановлені у 1954 і 1956 роках.

## Нагороди
- Почесний знак Держкомспорту [Архівовано 4 березня 2016 у Wayback Machine.] .
- Знак «Ветеран профспілкового спорту» [Архівовано 4 березня 2016 у Wayback Machine.] .
- Знак «За активну роботу в ВДФСО Профспілок» [Архівовано 24 вересня 2015 у Wayback Machine.] .
- Знаки Московського обласного педагогічного інституту і школи тренерів при Київському державному інституті фізичної культури. [Архівовано 4 березня 2016 у Wayback Machine.] .
- Медалі «За всесоюзні рекорди» [Архівовано 4 березня 2016 у Wayback Machine.] .
- Медалі «Чемпіонат СРСР» [Архівовано 4 березня 2016 у Wayback Machine.] .
- Знаки «Чемпіон Збройних сил» [Архівовано 4 березня 2016 у Wayback Machine.] .
- Знак «50 років ГТО» [Архівовано 24 вересня 2015 у Wayback Machine.] .
- Знаки «Першість СРСР», «Чемпіон ВЦРПС», «Чемпіон Москви» [Архівовано 24 вересня 2015 у Wayback Machine.] .
- Ювілейна медаль "50 років Перемоги у Великій Вітчизняній війні 1941—1945 рр. "
- Ювілейна медаль "60 років Перемоги у Великій Вітчизняній війні 1941—1945 рр. "
- Медаль ордена «За заслуги перед Вітчизною» 2-го ступеня
- Орден «Знак Пошани»
- Медаль «В пам'ять 850-річчя Москви»
- Медаль «Ветеран праці»
- Медаль «Захисника Вітчизни», Україна [Архівовано 24 вересня 2015 у Wayback Machine.] .
- Медаль «200 років Міністерству оборони»
- Орден Дружби (Росія)
- Знак «Фронтовик 1941—1945» [Архівовано 4 березня 2016 у Wayback Machine.] .
- Почесний знак Держкомспорту [Архівовано 4 березня 2016 у Wayback Machine.] .
- Знак «Спорткомітет СРСР — 80 років» [Архівовано 24 вересня 2015 у Wayback Machine.] .
- Знак «За заслуги перед містом» II ступеня від Ради міста Дружківки Донецької області України від 15.09.2010 року [Архівовано 4 березня 2016 у Wayback Machine.] .